# Steel pan

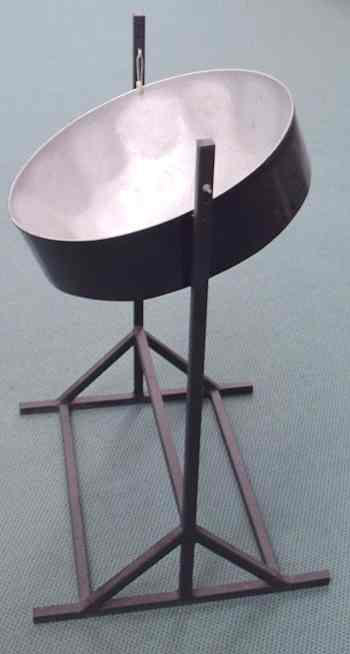
Steel pan.

Steel pan (även steeldrum eller oljefat) är ett slaginstrument, närmare bestämt en idiofon, som görs av oljefat. Instrumentet utvecklades på Trinidad och Tobago på 1930- och 1940-talen och räknas som landets nationalinstrument.

## Bakgrund
På 1830-talet avskaffades slaveriet på den brittiska kolonin Trinidad och Tobago. De frigivna svarta slavarna tog över den stillsamma gatukarneval som årligen hade firats dagarna före fastlagstiden. Musiken blev nu mycket livligare med trummor och andra rytminstrument. De styrande såg med oro på utvecklingen. 1883 förbjöd man trummor vid gatuparader. Trummorna ersattes av tamboo bamboo, efter franska tambour (trumma), alltså bambukäppar med olika längder och därmed olika toner. Tamboo bamboo blev vanligt i fattigkvarteren i huvudstaden Port of Spain och på 1930-talet fanns stora tamboo-orkestrar. Man använde också många andra improviserade instrument av metallföremål. Varje band omgavs av en stor skara mycket lojala anhängare, ungefär som senare tiders fotbollssupportrar eller -huliganer. Ibland utbröt våldsamheter mellan anhängare av olika band, strider där bambukäpparna kunde användas som vapen. Det var i denna miljö som steel pan utvecklades.

## Steelband
Under Andra världskriget var gatorna i Port of Spain tysta, de årliga karnevalerna var inställda. När freden kom 1945 hade steel pans helt ersatt tamboo-bamboo vid firandet och vid kommande karnevaler. Tamboo-orkestrarna hade blivit steelband. Däremot fortsatte våldsamheterna mellan banden, band med namn som Desperadoes och Renegades. Mot slutet av 1950-talet började det att gå lugnare till. Man satsade mer på musiken och mindre på våldet. 1963 hölls Panorama första gången, en årlig nationell tävling mellan steelband dagarna före karnevalen.
Från att ha varit ett identitetsskapande instrument för delar av den fattiga svarta befolkningen, spreds steel pan till andra etniska grupper på Trinidad, till andra engelsktalande stater i Karibien och vidare ut i världen. Det blev en källa till nationell stolthet för Trinidad och Tobago. Steel pan introducerades i Sverige i början av 1970-talet av Trevor Kydd, född på Trinidad och bosatt i Sverige sedan 1964. 
Det finns steelband av alla storlekar, från fyra-fem musiker till över hundra. Förutom steel pans finns alltid olika rytminstrument – trummor, congas, shak shaks (ungefär maracas), koskällor, tamburiner etc. Repertoaren har vidgats från renodlad karnevalsmusik till att omfatta alla genrer. 

## Tillverkning

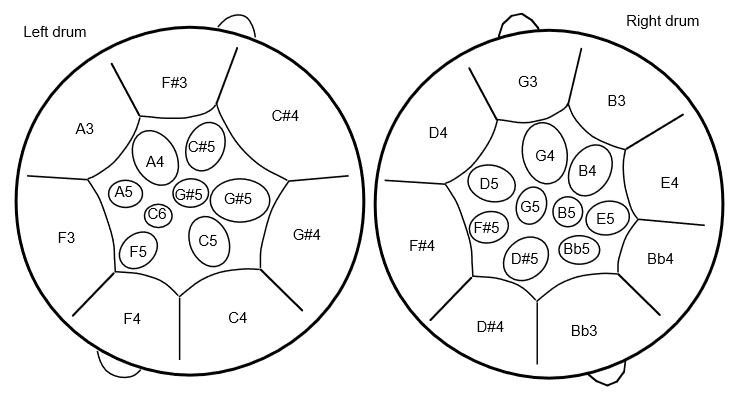
Förslag till layout för toner för en double tenor steel pan

En steel pan tillverkas traditionellt av ett 55-gallons (208 liter) oljefat. Varje tillverkare har sina egna metoder men i regel finns fem steg:
1. Först slår man ner tunnans platta sida, sidan utan tapphål, med en klubba eller slägga så att den blir konkav.
2. Därefter märker man ut områden på ytan för de olika tonerna med ett stålverktyg. Områdena höjs upp genom att bankar underifrån och slår ner skiljeremsorna uppifrån. Avsikten är att ytorna ska bli akustiskt isolerade från varandra.
3. Upphettning. Färg och föroreningar bränns bort, metallen härdas och spänningar jämnas ut.
4. Nästa steg är att kapa fatet till rätt höjd. Tenor- och sopraninstrument har kort höjd, basinstrument använder hela fatet.
5. Stämning med en hammare. Detta är det svåraste och kräver lång erfarenhet för att det ska bli bra.

Noterna placeras inte i följd. Även om deras områden är åtskilda från varandra kan en ton påverka närliggande toner. Man försöker därför att placera noterna så att denna påverkan minimeras. Det finns inte någon standard för detta utan varje tillverkare har sin egen layout, även om många har efterlyst en standardisering. Tonerna slås an med gummiklädda klubbor. En steel pan kan hängas runt musikerns hals eller placeras i ställ. I karnevalståg förekommer stora ställningar på hjul, ”flottar”, eller så spelar en orkester från ett lastbilsflak.